# Eine wahre Geschichte – The Straight Story
Eine wahre Geschichte – The Straight Story ist ein Roadmovie des Regisseurs David Lynch aus dem Jahr 1999, basierend auf der echten Geschichte des Rentners Alvin Straight, der die fast 400 Kilometer lange Strecke zu seinem Bruder auf einem Aufsitz-Rasenmäher zurücklegte. Das Drehbuch verfassten John E. Roach und Mary Sweeney, die auch für die Produktion und den Filmschnitt verantwortlich war. Hauptdarsteller Richard Farnsworth erhielt eine Oscar-Nominierung.

## Handlung
Der 73-jährige Rentner Alvin Straight will seinen Bruder Lyle besuchen, der einen Schlaganfall erlitten hat. Die beiden befinden sich seit zehn Jahren im Streit, und Alvin will diesen nun beenden. Er hat aufgrund seiner Sehschwäche keinen Führerschein mehr und möchte nicht gefahren werden. Deshalb beschließt er, die 240 Meilen (390 Kilometer) von seinem Wohnort Laurens in Iowa zu dem seines Bruders in Mount Zion (Township Scott) in Wisconsin auf seinem Aufsitz-Rasenmäher zurückzulegen. Doch um die Gesundheit des Witwers Alvin steht es nicht zum Besten: er muss sich wegen Hüftleiden auf Stöcken fortbewegen; sein Arzt vermutet bei ihm Diabetes und bittet ihn eindringlich, aber vergeblich, das Rauchen aufzugeben. Die meisten seiner Freunde im Dorf trauen Alvin deshalb die weite Reise nicht zu. Auch seine Tochter Rose, mit der er zusammenlebt, ist zunächst skeptisch, unterstützt ihn dann aber bei den Vorbereitungen zu seiner Reise.
Alvins erster Versuch scheitert schon nach wenigen Meilen, da sein betagter Rasenmäher auf offener Strecke liegen bleibt. Er und sein Mäher werden nach Hause gebracht. Wie es Sitte ist bei einem leidenden alten Pferd, „erlöst“ er das alte Gefährt mit einem Gnadenschuss aus seinem Gewehr. Er geht zum örtlichen John-Deere-Händler und kauft einen ebenfalls schon älteren Rasenmähertrecker von 1966, dessen Motor aber noch deutlich besser in Schuss ist. Nun beginnt er seine Reise von neuem und kommt nun tatsächlich voran. Er übernachtet in seinem Anhänger, den er mit Planen und seiner Camping-Ausrüstung zu einem behelfsmäßigen kleinen Campingwagen umgerüstet hat.
Auf seiner sechswöchigen Reise hat er viele Begegnungen und Erlebnisse. Er trifft eine junge Anhalterin, die Probleme mit ihrer Familie hat und deshalb davongelaufen ist. Alvin erzählt ihr am Lagerfeuer, dass ein einzelner Mensch wie ein einfacher Stock leicht brechen könne, eine Familie aber wie ein Bündel aus Stöcken und somit nur schwer zu brechen sei. Am nächsten Morgen ist die Anhalterin verschwunden, sie hat Alvin ein Bündel aus Stöcken hinterlassen. Mit jungen Radfahrern, die an ihm vorbeiziehen, unterhält er sich übers Älterwerden. Später erlebt er, wie eine Autofahrerin ein Reh totfährt und ihm dann verzweifelt berichtet, dass sie in den letzten Wochen trotz Vorsichtsmaßnahmen – als handelte es sich um ein Fluch – schon einige Rehe überfahren habe. Alvin versteht es, das Reh für ein Abendessen herzurichten.
Als Alvin sich dem Mississippi River nähert, wird das Gelände zunehmend bergig und ihm passiert beinahe einen schwerer Unfall. Danach muss sein Rasenmäher repariert werden. Er darf solange mit dem Anhänger im Schuppen des hilfsbereiten Ehepaares Riordan übernachten. Mr. Riordan bietet Alvin an, ihn mit dem Auto zu seinem Bruder zu fahren, doch der alte Mann lehnt ab, da er die Reise eigenständig zu Ende bringen will. Alvin geht mit dem Dorfbewohner Verlyn, der wie er im Zweiten Weltkrieg gedient hat, etwas trinken und die beiden tauschen ihre Kriegserfahrungen aus. Zunehmend emotional berichtet Alvin davon, dass er als Scharfschütze im Krieg viele Menschen getötet habe, einmal sogar versehentlich einen befreundeten Soldaten. Das habe er bis jetzt noch niemandem erzählt. Nachdem der Rasenmäher von dem zerstrittenen Brüderpaar Olson repariert ist und Alvin die Kosten auf ein für ihn angenehmes Maß heruntergehandelt hat, setzt er seine Reise fort und fährt über den Mississippi River.

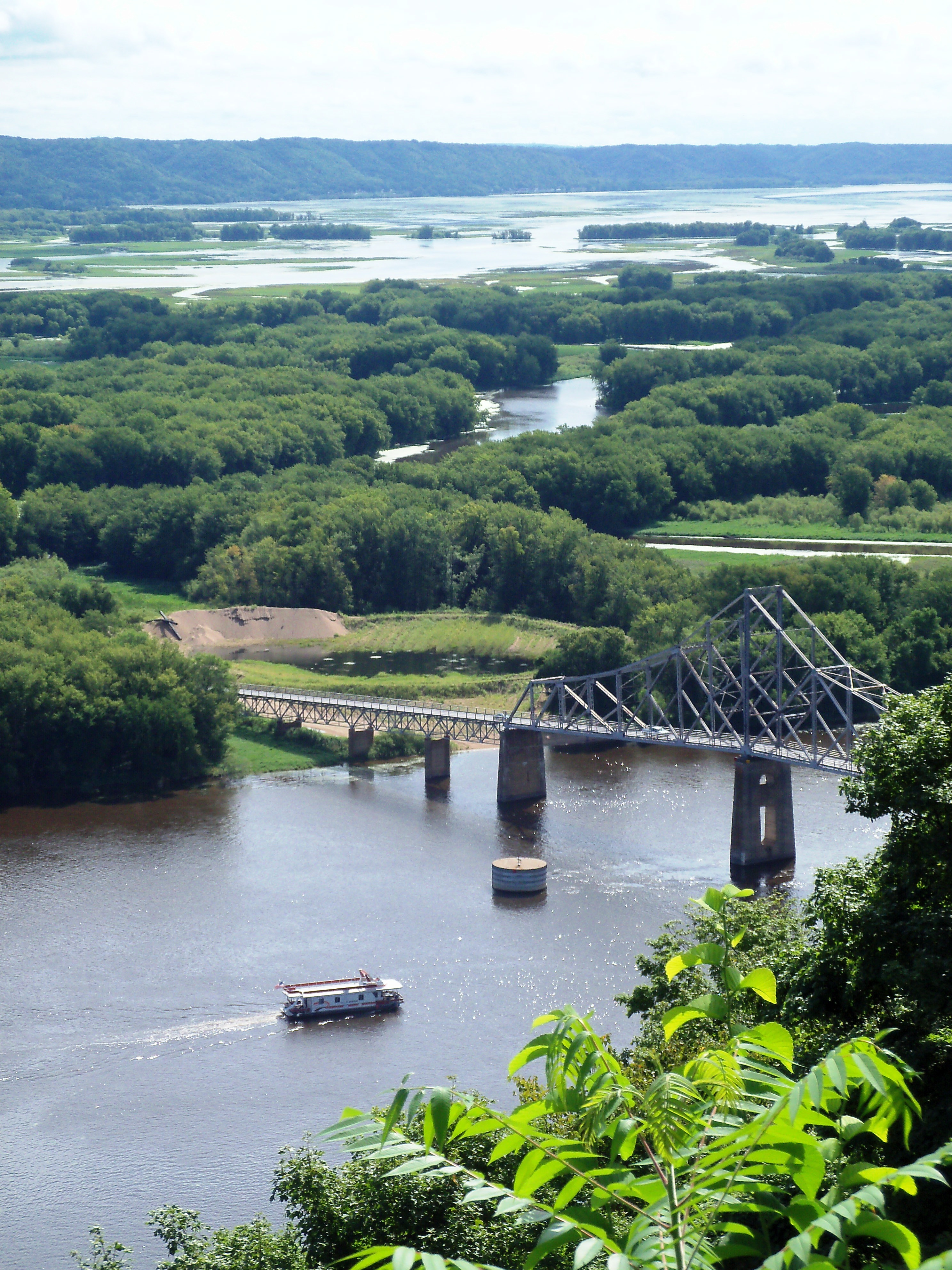
Alvin überquert im Film den Mississippi an der Black Hawk Bridge in Lansing

Kurz vor seinem Ziel übernachtet er in der Nähe eines Friedhofs, und der örtliche Pfarrer setzt sich zu ihm. Dieser kennt Alvins Bruder Lyle, worauf Alvin ihm von seiner gemeinsamen Jugend mit Lyle berichtet: Sie seien unter kargen Umständen auf einer Farm aufgewachsen und die größte Hoffnung hätten beide aus dem gemeinsamen Schauen auf die Sterne geschöpft. Dabei hätten sie über ihre Träume für die Zukunft geredet. Schließlich findet Alvin seinen Bruder, der abgelegen in einer ziemlich verwahrlosten Hütte lebt und sich auch nur mit einer Gehhilfe fortbewegen kann – doch am Leben und offenbar von seinem Schlaganfall genesen. Lyle lädt seinen Bruder zum Sitzen auf seiner Veranda ein und fragt nach einigen Momenten, ob er den ganzen Weg extra zu ihm mit dem Rasenmäher gefahren sei. Alvin bejaht und sie schauen zu den Sternen hinauf.

## „Eine wahre Geschichte“
The Straight Story basiert, wie bereits der Titel besagt, auf einer wahren Begebenheit. Alvin Straight (1920–1996) war ein Einwohner der ebenfalls real existierenden Stadt Laurens im US-Bundesstaat Iowa und erlangte Berühmtheit, als er im Sommer 1994 eine Strecke von rund 400 km nach Mount Zion, Wisconsin zurücklegte, um seinen Bruder Henry Straight (1914–1998) zu besuchen, nachdem dieser einen Schlaganfall erlitten hatte. Da er aufgrund seines Alters von 73 Jahren eine Sehschwäche hatte und keinen Führerschein besaß, legte er die Distanz mithilfe eines Rasenmähers zurück, an dem er einen Anhänger befestigte, in dem sich Benzin, Campingausrüstung, Bekleidung und Nahrungsmittel befanden, und er konnte auch darin schlafen. Das Gespann besaß eine Höchstgeschwindigkeit von 8 km/h. Sein Bruder, Henry Straight, erholte sich von seiner Erkrankung und zog wieder nach Iowa, um näher bei der Familie von Alvin zu sein.
Kleinere Änderungen im Vergleich zwischen Realität und Filmhandlung wurden vorgenommen: So spielt der Film nicht im Jahr 1994, sondern ein paar Jahre später, Ende der 1990er-Jahre – was deutlich wird, als die Tochter des 73-jährigen Alvins erwähnt, dass er während der Amtszeit von US-Präsident Calvin Coolidge geboren wurde. Coolidge amtierte zwischen 1923 und 1929, der echte Alvin Straight wurde aber schon 1920 geboren. Der ältere Bruder Henry Straight wurde in Lyle umbenannt.

## Produktionshintergrund

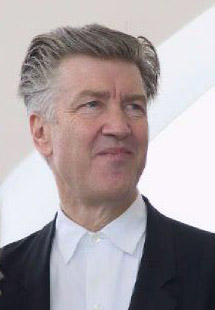
David Lynch (2001)

Der Film ist ein Roadmovie, das im Gegensatz zu den meisten anderen Filmen von Lynch fast keine erzählerischen Brüche aufweist und in sehr langsamem Tempo gehalten ist. David Lynch bezeichnete The Straight Story in Interviews aber mehrfach, möglicherweise scherzhaft, als seinen „experimentellsten Film“. Im Filmtitel wie auch im Nachnamen der Hauptfigur steckt das Wort straight, der englische Ausdruck für geradlinig.
The Straight Story war der erste Film von Lynch, zu dem er nicht das Drehbuch verfasste. Dieses wurde von seiner damaligen Lebensgefährtin Mary Sweeney, die an vorherigen Filmen von Lynch bereits als Filmeditorin und Produzentin mitgearbeitet hatte, und ihrem Jugendfreund John Roach geschrieben. Sweeney kommt gebürtig aus Wisconsin und wollte nach eigener Aussage den „stoischen, nonverbalen, störrischen, eigenwilligen amerikanischen Charakteren“ des Mittleren Westens, oft mit wenig Geld im Nirgendwo lebend, ein Denkmal setzen sowie ihre Träume und Frustrationen zeigen. Dazu, wie der auf den ersten Blick für Lynch ungewöhnliche Stoff trotzdem zu dem Regisseur passte, äußerte Sweeney 2022 in einem Interview: 
„Davids Filme knüpfen Verbindung mit dem Publikum durch die Kämpfe seiner Figuren mit Dunkelheit und Verwirrung. Eine weniger offensichtliche, aber sehr starke Dimension dieses Kampfes ist der Hunger nach Liebe und Würde. Das wurde in Der Elefantenmensch so deutlich. Ich wollte ihm Projekte vorsetzen, die diese Seite seiner künstlerischen Poesie ansprechen.“
Obgleich Sweeney rund dreieinhalb Jahre am Drehbuch saß und Lynch mit ihr zusammenlebte, hat er nach eigener Aussage anfangs keinerlei Interesse. Als er schließlich las, begeisterte er sich sofort für das Drehbuch und wollte sehen, wie und mit welchen Mitteln er die darin vorhandene Bewegung und Emotionalität auf die Leinwand transportieren könne.
Das Budget betrug rund 10 Millionen US-Dollar, gedreht wurde im Spätsommer und Herbst 1998. Die Dreharbeiten fanden in chronologischer Abfolge an den Schauplätzen in Iowa und Wisconsin statt, dort, wo fünf Jahre zuvor auch die Reise des echten Alvin Straight vorbeigeführt hatte. Drehorte waren neben Laurens und Mount Zion, Start- und Endpunkte der Reise, unter anderem die Kleinstädte West Bend mit der im Film zu sehenden Grotto of the Redemption, Clerment, New Hampton, Lansing, Pocahontas, West Union und Prairie du Chien. In den meisten Nebenrollen wirkten regionale Schauspieler ohne (oder mit nur geringer) Filmerfahrung mit.
Hauptdarsteller Richard Farnsworth, „der schon vor zwanzig Jahren alte Männer spielte“ (Georg Seeßlen), litt bei den Dreharbeiten bereits unter einer unheilbaren Krebserkrankung und großen Schmerzen. Wie die Figur des Alvin konnte er sich zu dieser Zeit schon nicht mehr ohne Stöcke fortbewegen, trotzdem arbeitete er hart an der Rolle. Das lag auch an seinem großen Respekt vor dem echten Alvin Straight. So redete er etwa mit zwei Söhnen und weiteren Bekannten des bei den Dreharbeiten bereits seit zwei Jahren verstorbenen Mannes, um diesen authentischer verkörpern zu können. Farnsworth hatte kurz gezögert, die Rolle anzunehmen, als er gehört hatte, dass David Lynch Regie führen würde. Farnsworth war gegen den Gebrauch von Schimpfwörtern in Filmen, und Lynchs Blue Velvet, den er gesehen hatte, weist außergewöhnlich viele Schimpfwörter auf. Nach Versicherungen von Lynch und den Drehbuchautoren, dass The Straight Story nicht Schimpfwörter wie Blue Velvet enthalte, nahm er die Rolle an. Obgleich auch berühmtere Namen wie Gregory Peck oder John Hurt gehandelt wurden, war Farnsworth laut Sweeney von Anfang an die Wunschbesetzung für die Rolle des Alvin. Im Jahr nach dem Erscheinen des Films beging Farnsworth 80-jährig aufgrund seiner Krebserkrankung Suizid.
Neben Farnsworth wurde The Straight Story auch zum letzten Film des zum Drehzeitpunkt bereits über 80-jährigen Kameramanns Freddie Francis. Die Filmmusik wurde wie bereits bei früheren Filmen unter Lynchs Regie von Angelo Badalamenti komponiert, der aber anstelle der für ihn eher typischen Synthie- oder Experimentalmusik vor allem auf die im Mittleren Westen beliebte Country-Musik in Verbindung mit klassischen Musikthemen setzte.

## Veröffentlichung
The Straight Story feierte seine Premiere auf den Filmfestspielen von Cannes im Mai 1999 zu guten Kritiken. Daraufhin meldeten sich die Walt Disney Studios Motion Pictures, die schließlich den Kinovertrieb des Filmes übernahmen – ein für David Lynch eher ungewöhnlicher Kooperationspartner, wie oft kommentiert wurde. Als bisher einziger Kinofilm von Lynch bekam The Straight Story in den USA keine Altersbeschränkung von der Filmprüfstelle. Landesweiter Kinostart war dort im Oktober 1999, in Deutschland kam der Film ab dem 2. Dezember 1999 in die Kinos. In den USA spielte er an den Kinokassen rund 6,2 Millionen US-Dollar ein und blieb damit unter den Budgetkosten, die Kinoeinnahmen außerhalb der USA sowie der weitere Vertrieb des Films sind in dieser Zahl nicht berücksichtigt.

## Synchronisation
Die deutsche Synchronfassung entstand 1999 zur Kinopremiere bei der Berliner Synchron nach einem Dialogbuch von Alexander Löwe unter Dialogregie von Clemens Frohmann. Sprecher sind u. a. Werner Ehrlicher für Richard Farnsworth in der Rolle des Alvin Straight, Susanna Bonasewicz für Sissy Spacek als Rosie und Viktor Deiß für Harry Dean Stanton als Lyle Straight.

## Kritiken
The Straight Story wurde von Kritikern gut aufgenommen, wobei viele die Schauspielleistung von Richard Farnsworth hervorhoben und bemerkten, dass Lynch mit dem für ihn eigentlich ungewöhnlichen Filmstoff gut gearbeitet habe. Bei Rotten Tomatoes erreicht der Film, basierend auf 91 Filmkritiken, eine positive Bewertung von 96 %. Der US-Kritiker Roger Ebert, zuvor meist negativ gegenüber Lynchs Filmen eingestellt, gab ihm die Höchstwertung von vier Sternen. Er hob das Drehbuch von John Roach und Mary Sweeney hervor, das „Poesie und Wahrheit in der exakten Auswahl der richtigen, alltäglichen Wörter“ finde und so an den Realismus der Dialoge bei Ernest Hemingway erinnere. Kameramann Freddie Francis schaffe es, die Landschaften Iowas schön, aber gleichzeitig auch nicht kitschig oder zu angenehm zu inszenieren.
Lovorko Maric schrieb in einem Essay zum Film, dass für alle Skeptiker Lynchs, die nur den bizarren Surrealismus seiner Werke sähen, The Straight Story ein gutes Antidot sei. Hier zeige Lynch auch seine gefühlvolle Seite, die sonst meist unterbeachtet werde, da er in seinen anderen Filmen meist die dunklen Ecken Amerikas voller Bigotterie und Korruption zeige. Lynch zelebriere hier aber insbesondere den Mittleren Westen der USA mit Kameraschüssen von Mähdreschern, freundlichen Menschen und Sonnenuntergängen. Trotzdem seien an der ein oder anderen Stelle Anklänge an die Düsternis von Lynchs anderen Filmen erkennbar, etwa in der Anfangsszene, in der Alvin zusammenbreche, und in dem Auftritt der wütenden Autofahrerin, die ein Reh getötet hat. Und ähnlich wie bei vielen Filmen von Lynch seien auch in The Straight Story das Bedauern sowie der Schatten der Vergangenheit zentrale Themen der Handlung.
Der Filmdienst urteilte, der Film sei „mit großem Geschick“ inszeniert. Er fasziniere, obwohl er im „gedehnten Tempo“ gehalten sei: „Nur manchmal scheint sich die düstere Gegenwelt zu Wort zu melden, die jedoch gegen die innere Ruhe und Lebensweisheit der Hauptfigur nichts ausrichten kann.“ Auch die Fernsehzeitschrift Prisma hob den geschickten Einsatz von Langsamkeit im Film hervor: „Dieser Film besticht gerade durch seine Langsamkeit. Denn Lynch hat sich hier ganz der Geschwindigkeit des Rasenmäher [sic!] angepasst. Ohne Effekte erinnert das Werk an einen wunderbaren, gemächlich dahinplätschernden Bachlauf, bei dem hinter der ein oder anderen Windung durchaus eine Überraschung lauern kann.“
Olaf Schneekloth schrieb in Der Spiegel, dass sich seit Miss Daisy und ihr Chauffeur „kein Film mehr so behutsam, rührend und großartig der Würde des Alters angenommen“ habe wie The Straight Story. Lynch erzähle „geradlinig“ und „ohne Umschweife“ eine Geschichte, die „in ihrer Schlichtheit die Höhen und Tiefen eines ganzen Lebens offenbart“. Zugleich sei er auch eine Verbeugung vor dem ländlichen Amerika, das in den vorherigen Lynch-Filmen eher schlecht weggekommen sei. The Straight Story, so Schneekloth, folge der „alten Tradition des Geschichtenerzählens“ und lasse die Hauptfigur und nicht andere Figuren aus seinem Leben erzählen: „Ganz langsam lernt man Alvin kennen und verstehen. Ganz langsam, so wie Alvin die Straße entlangzuckelt, steigen Rührung, Sympathie und Respekt für den alten Mann auf, für seine große Aussöhnungsgeste und für sein bewegendes Lebensresümee.“

„So straight und anrührend, daß der Film in den USA von Walt Disney in den Verleih genommen wurde […] eine Selbstrevision […] Selbst wenn man den Film auf diese Weise sieht, bleibt er verstörend schön. […] Alvins Reise in den Tod vermittelt manchmal pures Glück. Aber von dem, was er zurückläßt, geht kaum ein Trost aus. […] Zu einer solchen Einfachheit in der Darstellung der menschlichen Tragödie und ihrer Komödie kommt man nicht auf geradem Weg.“

## Auszeichnungen und Nominierungen
- 1999: Nominiert Cannes Film Festival 1999, Preis Goldene Palme für David Lynch
- 1999: Preisträger New York Film Critics Circle Award, Preis NYFCC Award in der Kategorie Best Actor für Richard Farnsworth und Best Cinematographer für Freddie Francis
- 2000: Nominiert Academy Award (Oscar), Kategorie Best Actor in a Leading Role für Richard Farnsworth
- 2000: Nominiert Golden Globe, Kategorie Best Original Score – Motion Picture für Angelo Badalamenti und Best Performance by an Actor in a Motion Picture – Drama für Richard Farnsworth
- 2000: Preisträger Independent Spirit Award, Kategorie Best Male Lead für Richard Farnsworth, nominiert David Lynch als Best Director, nominiert Mary Sweeney und Neal Edelstein für Best Feature und nominiert John Roach und Mary Sweeney für Best First Screenplay